# Mecynargoides
Mecynargoides kolymensis es una especie de araña araneomorfa de la familia Linyphiidae. Es el único miembro del género monotípico Mecynargoides.

## Distribución
Es un endemismo de Estados Unidos donde se encuentra en Rusia y Mongolia.